# فياتشيسلاف مالافيف

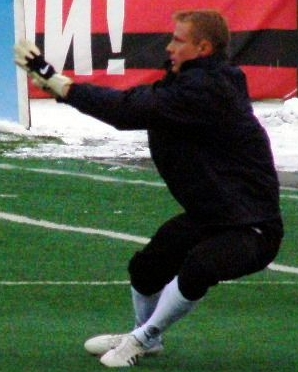
فياتشيسلاف مالافيف

فياتشيسلاف مالافيف (بالروسية: Малафеев, Вячеслав Александрович)‏ ، من مواليد 4 مارس 1979 ، لاعب كرة قدم روسي.
يلعب مع نادي زينيت سان بطرسبيرغ.
يلعب مع منتخب روسيا لكرة القدم.

## مسيرته الكروية
لعب فياتشيسلاف مالافيف خلال مسيرته الاحترافية مع ناديين في عشرون موسمًا ولم يسجل خلالها أي هدف ضمن 378 مباراة. حيث فاز في ثلاثة مواسم بالكأس وفي أربعة مواسم بالدوري.
خاض فياتشيسلاف مالافيف مسيرته مع FC Zenit-2 Saint Petersburg ‏ في موسم 1997 واستمر معه طيلة ثلاثة مواسم، مشاركًا في 51 مباراة ولم يسجل أي هدف. ثم انتقل إلى نادي زينيت سانت بطرسبرغ في موسم 1999 ليلعب معه سبعة عشر موسمًا، حيث شارك في 327 مباراة ولم يسجل أي هدف أيضًا.

## روابط خارجية
- فياتشيسلاف مالافيف على موقع الاتحاد الدولي (مؤرشف)  (الإنجليزية)
- فياتشيسلاف مالافيف على موقع الاتحاد الأوربي (الإنجليزية)
- فياتشيسلاف مالافيف على موقع قاعدة بيانات كرة القدم.إي يو (الإنجليزية)
- فياتشيسلاف مالافيف على موقع ناشيونال فوتبول تيمز (الإنجليزية)
- فياتشيسلاف مالافيف على موقع Soccerway.com (الإنجليزية)
- فياتشيسلاف مالافيف على موقع عالم كرة القدم.نت (الإنجليزية)
- فياتشيسلاف مالافيف على موقع كووورة
- فياتشيسلاف مالافيف على موقع AS.com (الإسبانية)